# Jim Gibbons
James Arthur Gibbons, detto Jim (Sparks, 16 dicembre 1944), è un politico, avvocato ed ex militare statunitense, membro del Partito Repubblicano e governatore del Nevada dal 2007 al 2011.

## Biografia
Jim Gibbons è nato a Sparks, in Nevada. Nel 1967 interruppe i suoi studi all'Università del Nevada-Reno per prestare servizio nella United States Air Force durante la guerra del Vietnam. Durante la sua permanenza al college è stato membro della Sigma Nu Fraternity. Ha anche frequentato la Southwestern Law School di Los Angeles, California e la University of Southern California per studi post laurea. Laureato all'US Air Force Air Command and Staff College e all'Air War College, è entrato a far parte della Nevada Air National Guard nel 1975 e ne è stato vice-comandante dal 1990 al 1996, partecipando alla prima Guerra del Golfo. Durante la sua carriera militare, Gibbons ha guadagnato diciannove medaglie al servizio, tra cui la Legion of Merit e la Distinguished Flying Cross. Ha in seguito lavorato come avvocato in uno studio privato, pilota di linea per la Western Airlines e la Delta Air Lines, e come idrologo e geologo.
Nel 1994 entrò in politica con il Partito Repubblicano candidandosi a governatore del Nevada ma perse contro il democratico Bob Miller.
Nel 1996 si candidò al Congresso americano per il 2º distretto del Nevada risultando eletto e rimanendovi in carica fino al 2006.
Dopo aver annunciato nuovamente la propria candidatura a governatore del Nevada nel 2004, alle elezioni di due anni dopo riuscì a prevalere con il 47,9% dei voti contro la democratica Dina Titus ed entrò in carica nel 2007. Nel 2010 tentò la rielezione presentandosi alle primarie repubblicane. Tuttavia, travolto da svariate accuse di molestie e assunzione di immigrati illegali, perse contro lo sfidante Brian Sandoval, che alle successive elezioni governatoriali venne eletto nuovo governatore.